# Molwity
Molwity (niem. Mollwitten) – osada w Polsce położona w województwie warmińsko-mazurskim, w powiecie bartoszyckim, w gminie Bartoszyce. W latach 1975–1998 miejscowość administracyjnie należała do województwa olsztyńskiego.
Niedaleko wsi znajdują się ślady po umocnieniach wczesnośredniowiecznych, najprawdopodobniej pozostałości osadnictwa staropruskiego.

## Historia
Wieś lokowana w 1321 r. pod nazwą Molowyten, jako służebny majątek rycerski. W 1889 r. był to majątek szlachecki. Szkoła powstała w połowie XVIII wieku. W 1935 r. w tutejszej szkole pracowało dwóch nauczycieli a uczyło się 91 dzieci. W 1939 r. we wsi mieszkało 325 osób.
W 1978 r. był tu PGR oraz przysiółek z dwoma indywidualnymi gospodarstwami rolnymi, obejmującymi 25 ha. W 1983 r. we wsi było 11 domów i mieszkało 99 osób. W tym czasie w Molwitach była świetlica i punkt biblioteczny.